# Larnod
Larnod és un municipi francès situat al departament del Doubs i a la regió de Borgonya - Franc Comtat. L'any 2007 tenia 590 habitants.

## Demografia

### Població
El 2007 la població de fet de Larnod era de 590 persones. Hi havia 226 famílies de les quals 40 eren unipersonals (16 homes vivint sols i 24 dones vivint soles), 89 parelles sense fills, 89 parelles amb fills i 8 famílies monoparentals amb fills.
La població ha evolucionat segons el següent gràfic:
Habitants censats

### Habitatges
El 2007 hi havia 239 habitatges, 231 eren l'habitatge principal de la família, 3 eren segones residències i 6 estaven desocupats. 230 eren cases i 9 eren apartaments. Dels 231 habitatges principals, 200 estaven ocupats pels seus propietaris, 29 estaven llogats i ocupats pels llogaters i 1 estava cedit a títol gratuït; 3 tenien dues cambres, 16 en tenien tres, 45 en tenien quatre i 167 en tenien cinc o més. 206 habitatges disposaven pel capbaix d'una plaça de pàrquing. A 85 habitatges hi havia un automòbil i a 132 n'hi havia dos o més.

### Piràmide de població
La piràmide de població per edats i sexe el 2009 era:
| Homes | Edats   | Dones |
| ----- | ------- | ----- |
| 0     | 95 o +  | 0     |
| 0     | 90 a 94 | 0     |
| 2     | 85 a 89 | 3     |
| 4     | 80 a 84 | 1     |
| 7     | 75 a 79 | 5     |
| 7     | 70 a 74 | 9     |
| 13    | 65 a 69 | 12    |
| 15    | 60 a 64 | 15    |
| 26    | 55 a 59 | 28    |
| 29    | 50 a 54 | 26    |
| 29    | 45 a 49 | 26    |
| 30    | 40 a 44 | 32    |
| 11    | 35 a 39 | 21    |
| 20    | 30 a 34 | 20    |
| 17    | 25 a 29 | 9     |
| 29    | 20 a 24 | 16    |
| 26    | 15 a 19 | 21    |
| 26    | 10 a 14 | 30    |
| 30    | 5 a 9   | 25    |
| 13    | 0 a 4   | 14    |

## Economia
El 2007 la població en edat de treballar era de 377 persones, 267 eren actives i 110 eren inactives. De les 267 persones actives 256 estaven ocupades (139 homes i 117 dones) i 11 estaven aturades (5 homes i 6 dones). De les 110 persones inactives 50 estaven jubilades, 38 estaven estudiant i 22 estaven classificades com a «altres inactius».

### Ingressos
El 2009 a Larnod hi havia 248 unitats fiscals que integraven 674,5 persones, la mediana anual d'ingressos fiscals per persona era de 22.561 €.

### Activitats econòmiques
Dels 20 establiments que hi havia el 2007, 1 era d'una empresa alimentària, 5 d'empreses de comerç i reparació d'automòbils, 2 d'empreses de transport, 1 d'una empresa d'hostatgeria i restauració, 1 d'una empresa d'informació i comunicació, 1 d'una empresa financera, 4 d'empreses immobiliàries, 3 d'empreses de serveis, 1 d'una entitat de l'administració pública i 1 d'una empresa classificada com a «altres activitats de serveis».
Dels 2 establiments de servei als particulars que hi havia el 2009, 1 era un taller de reparació d'automòbils i de material agrícola i 1 restaurant.
L'únic establiment comercial que hi havia el 2009 era una fleca.
L'any 2000 a Larnod hi havia 4 explotacions agrícoles.

## Equipaments sanitaris i escolars
El 2009 hi havia una escola elemental integrada dins d'un grup escolar amb les comunes properes formant una escola dispersa.

## Poblacions més properes
El següent diagrama mostra les poblacions més properes.